# Desa Mbueaian
Desa Mbueaian är en administrativ by i Indonesien.   Den ligger i provinsen Nusa Tenggara Timur, i den södra delen av landet, 1 800 km öster om huvudstaden Jakarta. Desa Mbueaian ligger på ön Pulau Roti.